# أندرافيدا
أندرافيدا (Ανδραβίδα) هي مدينة في إليا في مقاطعة كينتريكي إلادا في اليونان.
يبلغ عدد سكانها حوالي 3250 نسمة.

## تاريخ
التاريخ الأولي لمدينة أندرافيدا غامض،هناك عدة اقتراحات حول المنشأ الغامض للاسم،لكن أغلب الظن أن الاسم جاء من التعبير السلافي "موطن الثعالب"،لم يكن لهذا المكان ذكر حتى الاستيلاء عليها من قبل الصليبيين في عام 1205،رغم أنها موجودة قبل ذلك.